# Philagra lata
Philagra lata är en insektsart som beskrevs av Victor Lallemand 1942. Philagra lata ingår i släktet Philagra och familjen spottstritar. Inga underarter finns listade i Catalogue of Life.